# Elizabeth Hawker

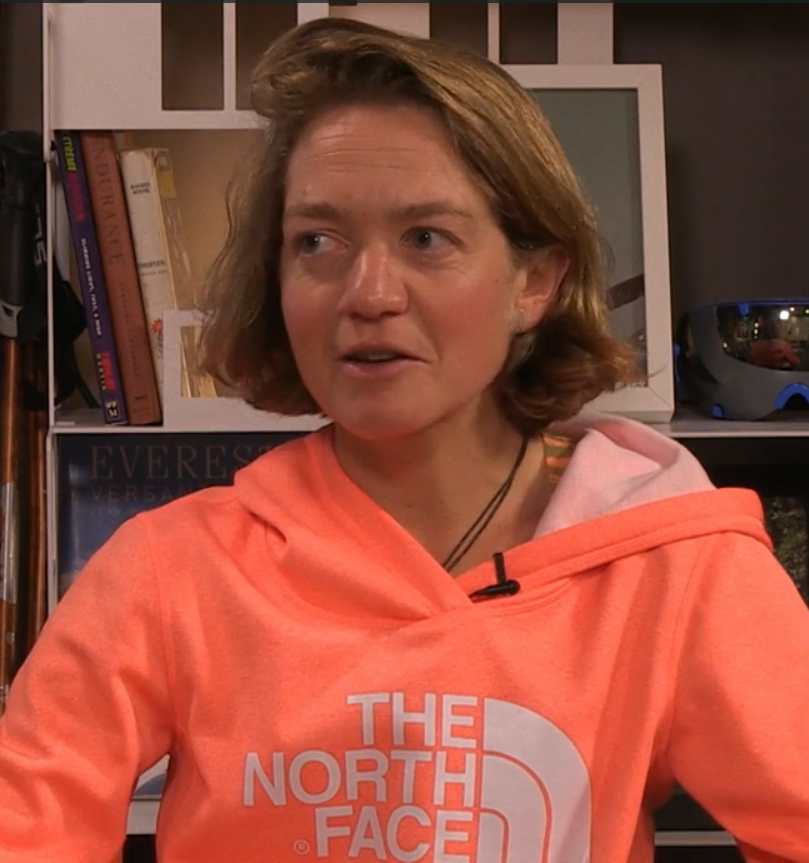
Elizabeth Hawker (2012)

Elizabeth Hawker (Elizabeth J. „Lizzy“ Hawker; * 10. März 1976) ist eine britische Langstreckenläuferin, die sich auf Berg- und Ultramarathons spezialisiert hat. Elizabeth Hawker ist Ozeanografin, promovierte an der University of Southampton, hat an Antarktis-Expeditionen der British Antarctic Survey teilgenommen und ist als freie Autorin tätig.

## Werdegang
2005 siegte sie beim Ultra-Trail du Mont-Blanc über 158 km. 2006 wurde sie nationale Meisterin im 100-km-Straßenlauf, stellte Streckenrekorde beim Zermatt-Marathon und auf der K78-Strecke des Swiss Alpine Marathons auf, wurde Zweite beim Jungfrau-Marathon und siegte beim 100-km-Weltcup in 7:29:12. Im Jahr darauf siegte sie beim Liechtenstein-Marathon, wiederholte ihre Siege in Zermatt (wiederum mit Streckenrekord) und beim K78. Bei der Langdistanz-Berglauf-Weltmeisterschaft im Rahmen des Jungfrau-Marathons wurde sie Sechste und gewann damit zugleich die erste Serie des Mountain-Marathon-Cups. Ihre Bestzeit auf einer flachen Marathonstrecke ist 2:47:55 Stunden – aufgestellt als Sechzehnte des London-Marathons 2007.
2008 siegte sie erneut beim Zermatt-Marathon, wurde Zweite beim Swiss-Alpine-K78 und gewann das Gondo-Event sowie den Ultra-Trail du Mont-Blanc und wurde Sechste beim Köln-Marathon. 2009 wurde sie Zweite beim Liechtenstein-Marathon, gewann Bronze bei der Weltmeisterschaft im Traillauf, gewann erneut das Gondo-Event und wurde jeweils Zweite beim Swiss-Alpine-K78, beim Matterhornlauf und beim Ultra-Trail du Mont-Blanc.
2010 verlegte sie ihren Wohnsitz von Chester nach Scuol im Kanton Graubünden, wo sie in der Laufschule Scuol als Lauftrainerin arbeitet. Im März 2010 gewann sie die Transgrancanaria, ein Rennen über 123 km mit einer Differenz von 7200 Höhenmetern quer durch die Insel Gran Canaria. Sie verbesserte den Streckenrekord um vierzig Minuten, und im Gesamtklassement lagen nur elf männliche Teilnehmer vor ihr. Einem Sieg beim Winterthur-Marathon folgte ein sechster Platz beim Comrades Marathon, ein erneuter Sieg beim Ultra-Trail du Mont-Blanc und ein zweiter Platz beim Südtirol-Marathon.
Am 4. März 2011 konnte sie den Vorjahressieg in der „Transgrancanaria“ mit einem Vorsprung von 52 Minuten auf die Zweitplatzierte wiederholen und erreichte im Gesamtklassement den elften Rang.
Elizabeth Hawker startet für den Road Runners Club. Am 30. Juli 2011 gewann sie den 26. Swissalpine Marathon Davos über 78 km in 7:16:17 Stunden.

## Persönliche Bestzeiten
- 10-km-Straßenlauf: 36:26 min, 2. September 2007, Caernarfon
- Halbmarathon: 1:17:35 h, 25. März 2007, Liverpool
- Marathon: 2:47:55 h, 7. April 2007, London
- 50-km-Straßenlauf: 3:23:13 h, 13. August 2006, Boddington
- 100-km-Straßenlauf: 7:29:12 h, 8. Oktober 2006, Seoul

## Veröffentlichungen
- mit I. L. Boyd, M. A. Brandon & I. J. Staniland: Measurement of ocean temperatures using instruments carried by Antarctic fur seals. In: Journal of Marine Systems. Volume 27, Issue 4, Januar 2001, S. 277–288
- mit Mark A. Brandona, Mikio Naganobu, David A. Demer, Pavel Chernyshkov, Phillip N. Trathan, Sally E. Thorpe, Takahiko Kameda, Oleg A. Berezhinskiy & Sharon Grant: Physical oceanography in the Scotia Sea during the CCAMLR 2000 survey, austral summer 2000. In: Deep Sea Research Part II: Topical Studies in Oceanography. Volume 51, Issues 12–13, Juni 2004, S. 1301–1321
- The Nordic Seas Circulation and Exchanges. Dissertation. University of Southampton, 2005 (PDF; 30,42 MB)